# Phygadeuon lapponicus
Phygadeuon lapponicus är en stekelart som beskrevs av Thomson 1884. Phygadeuon lapponicus ingår i släktet Phygadeuon och familjen brokparasitsteklar. Arten är reproducerande i Sverige. Inga underarter finns listade i Catalogue of Life.